# 도검

세계의 여러 시대 여러 문화의 도검
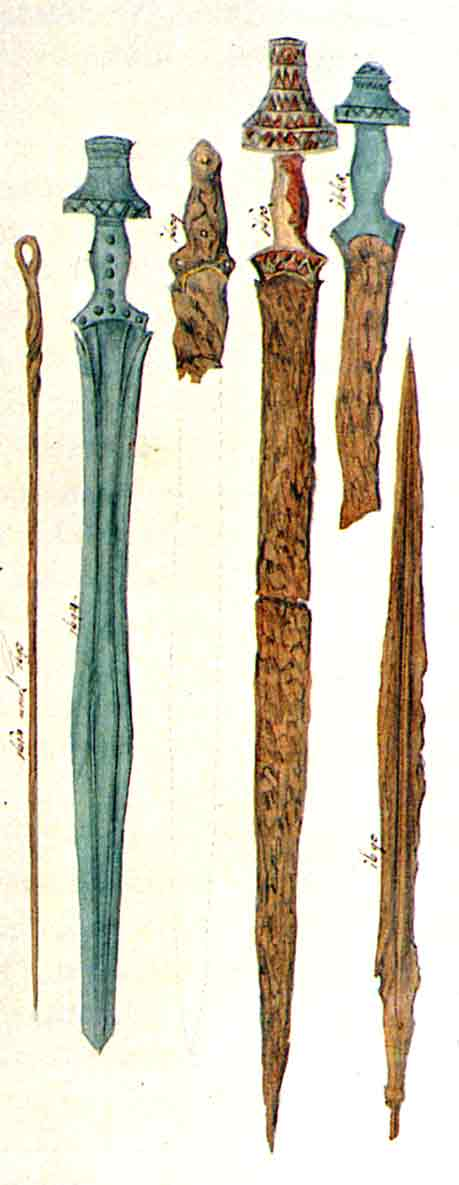
고대 켈트족 할슈타트 문명의 무쇠장검.
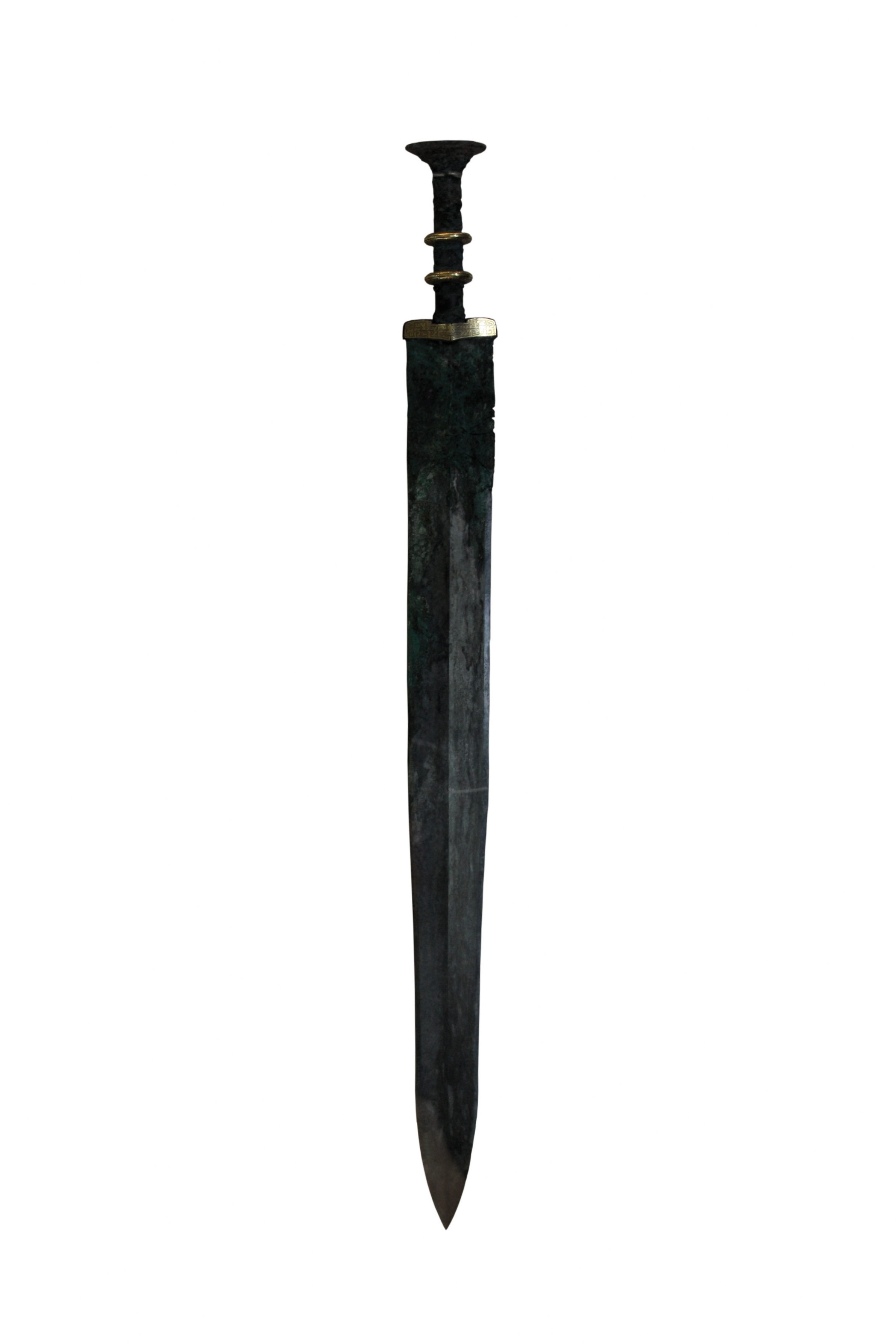
동주 시대 중국의 청동검의 모습.
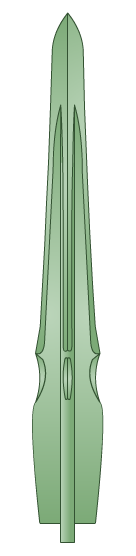
야요이 시대 일본의 청동검의 모습.
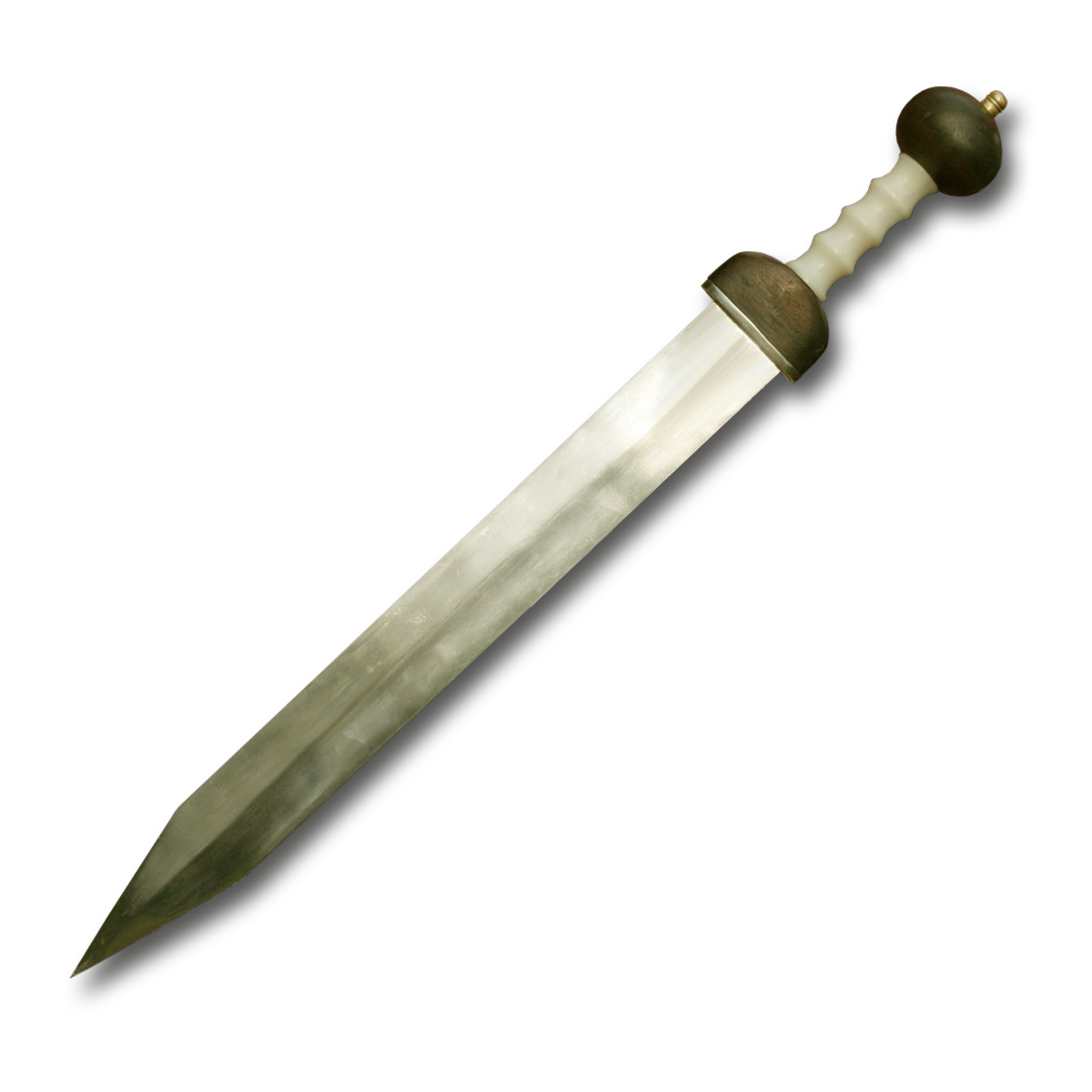
고대 로마의 글라디우스의 모습.
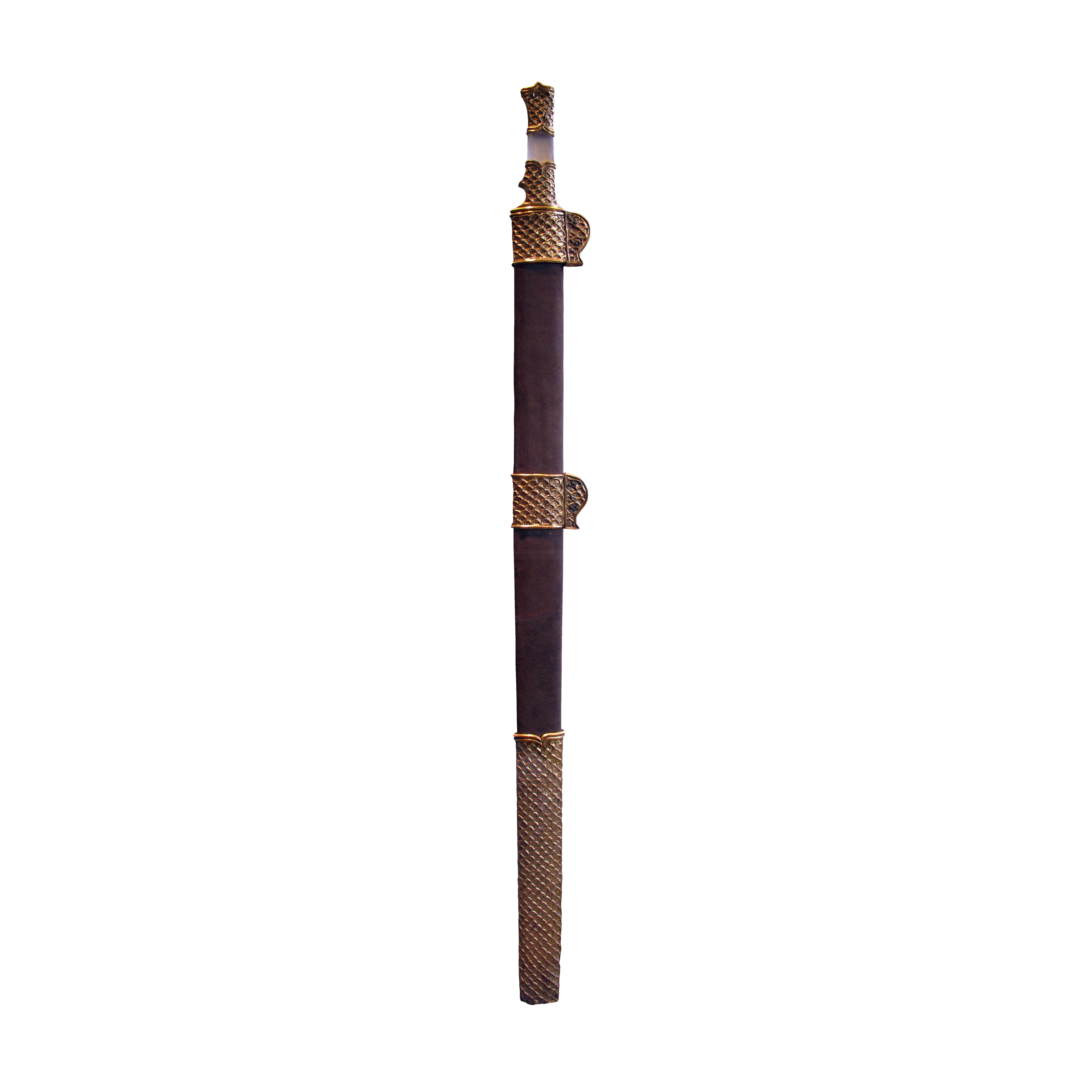
사산 제국의 검.
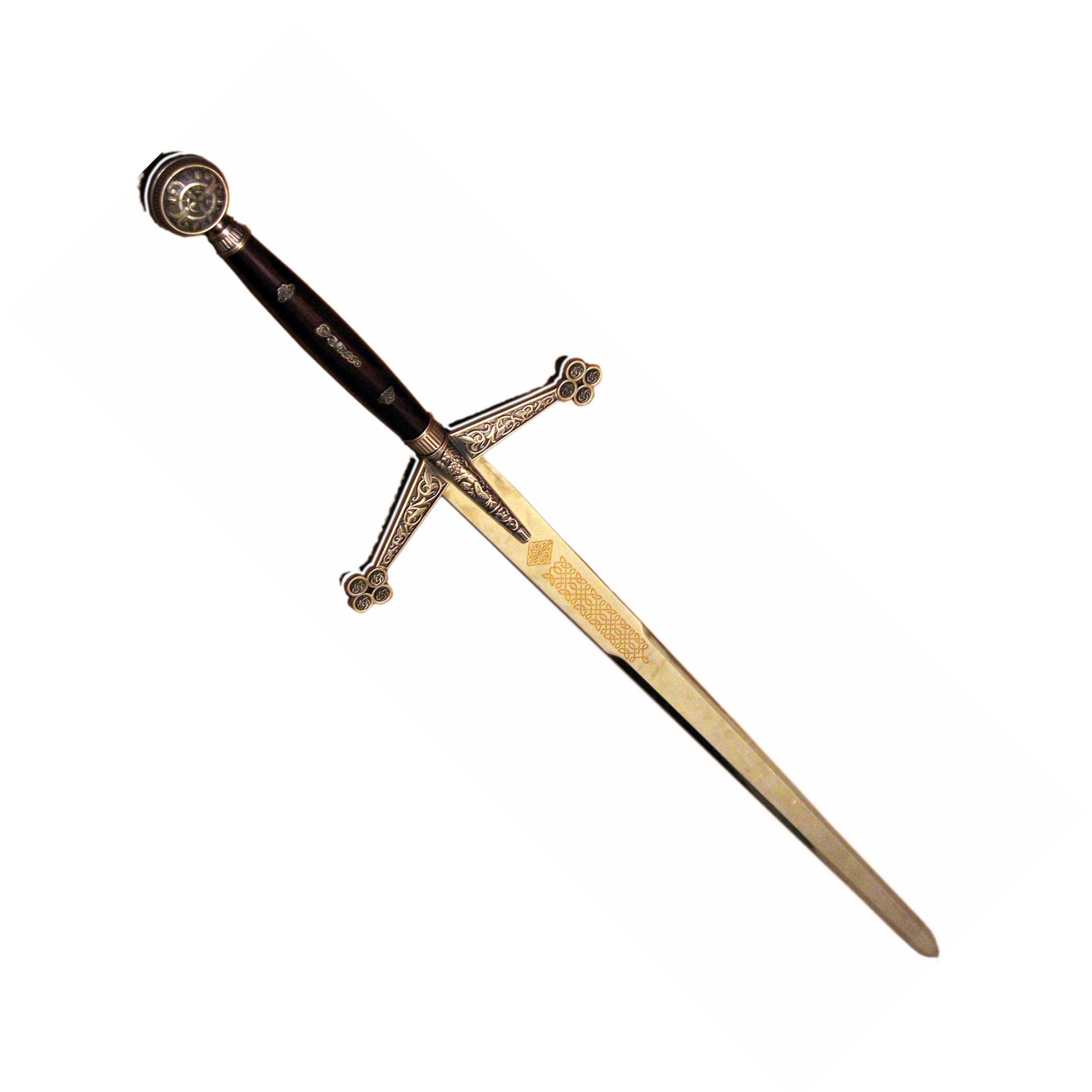
중세 하일랜드의 클레이모어의 모습.
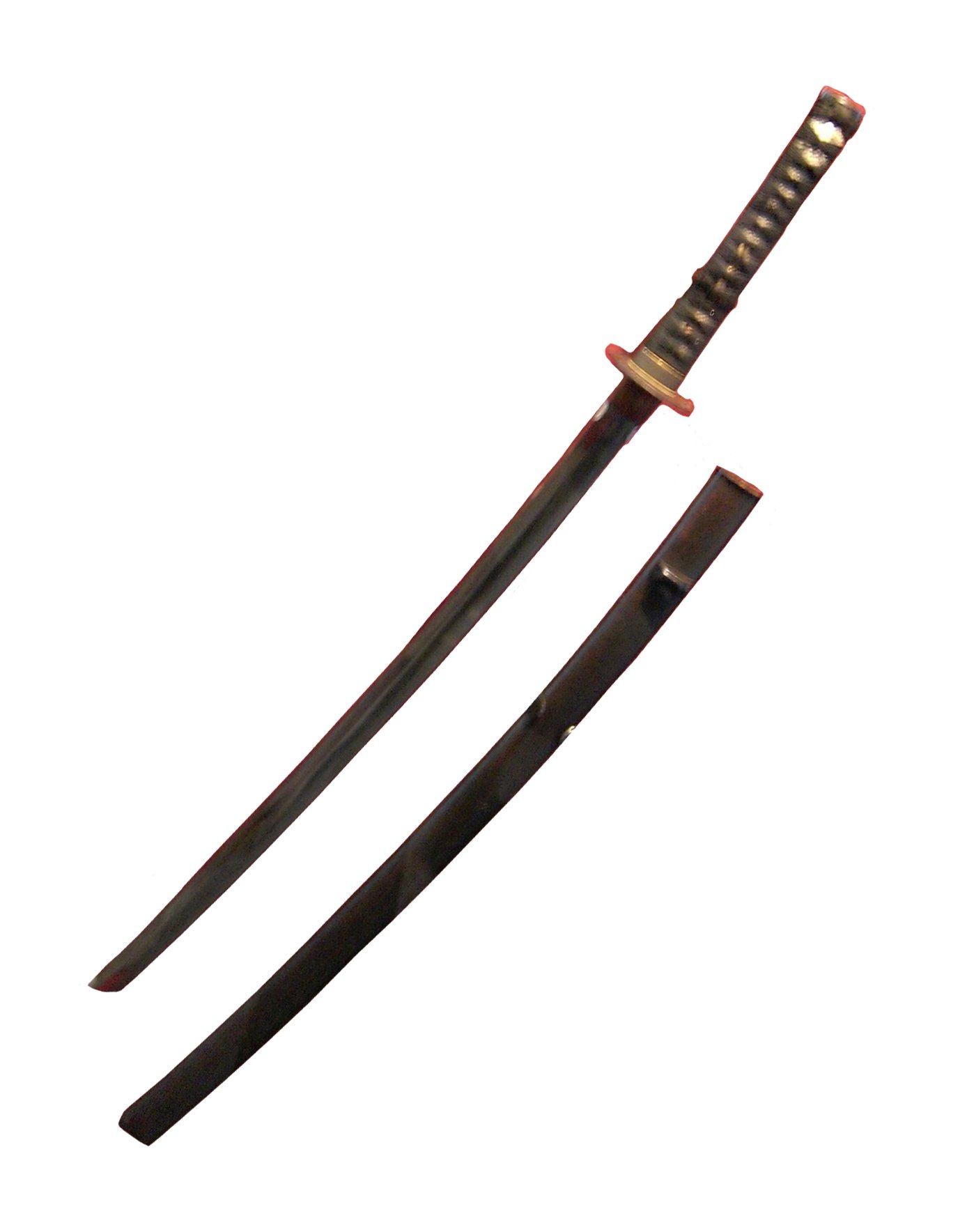
중근세 일본의 타도의 모습.
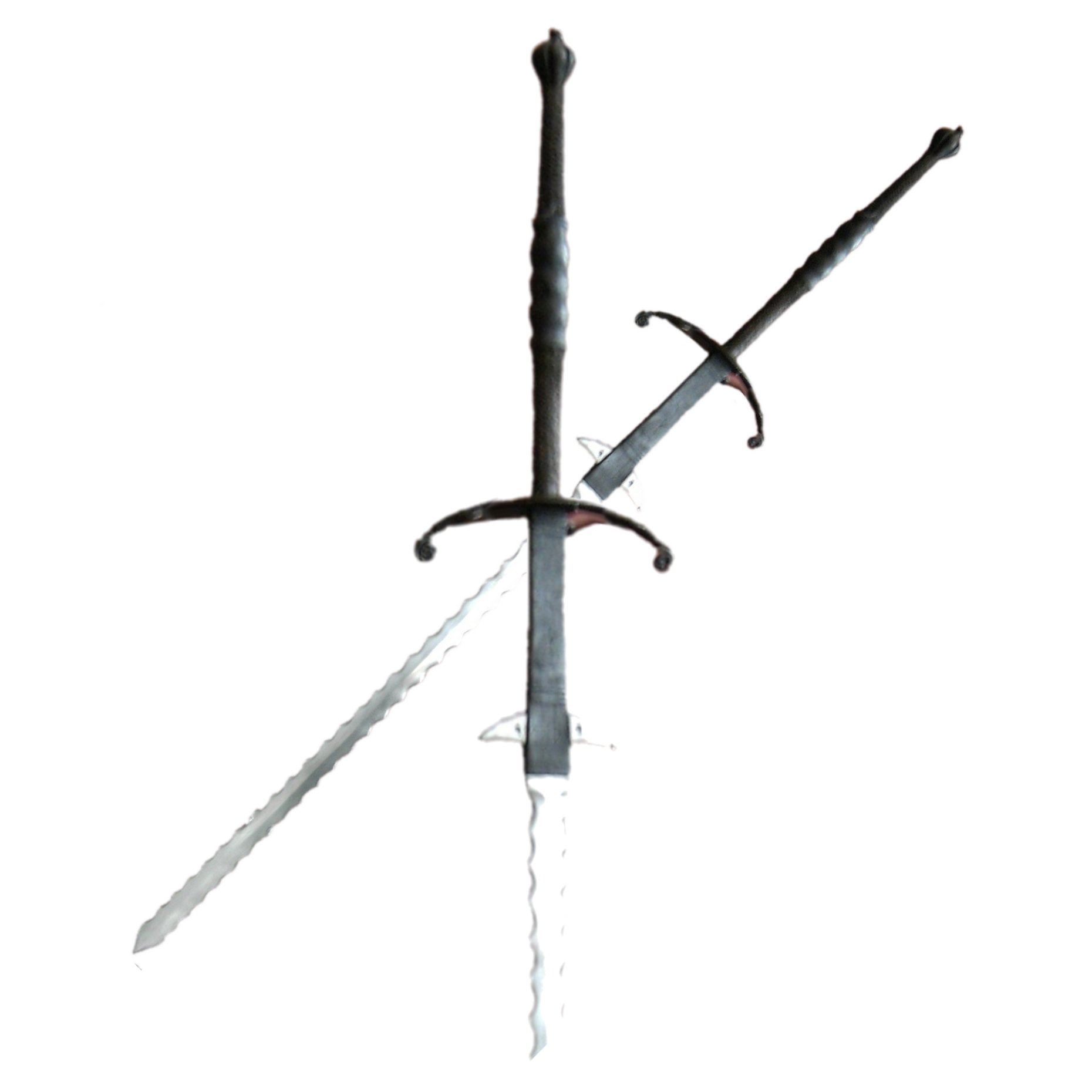
중근세 유럽의 츠바이헨더의 모습.
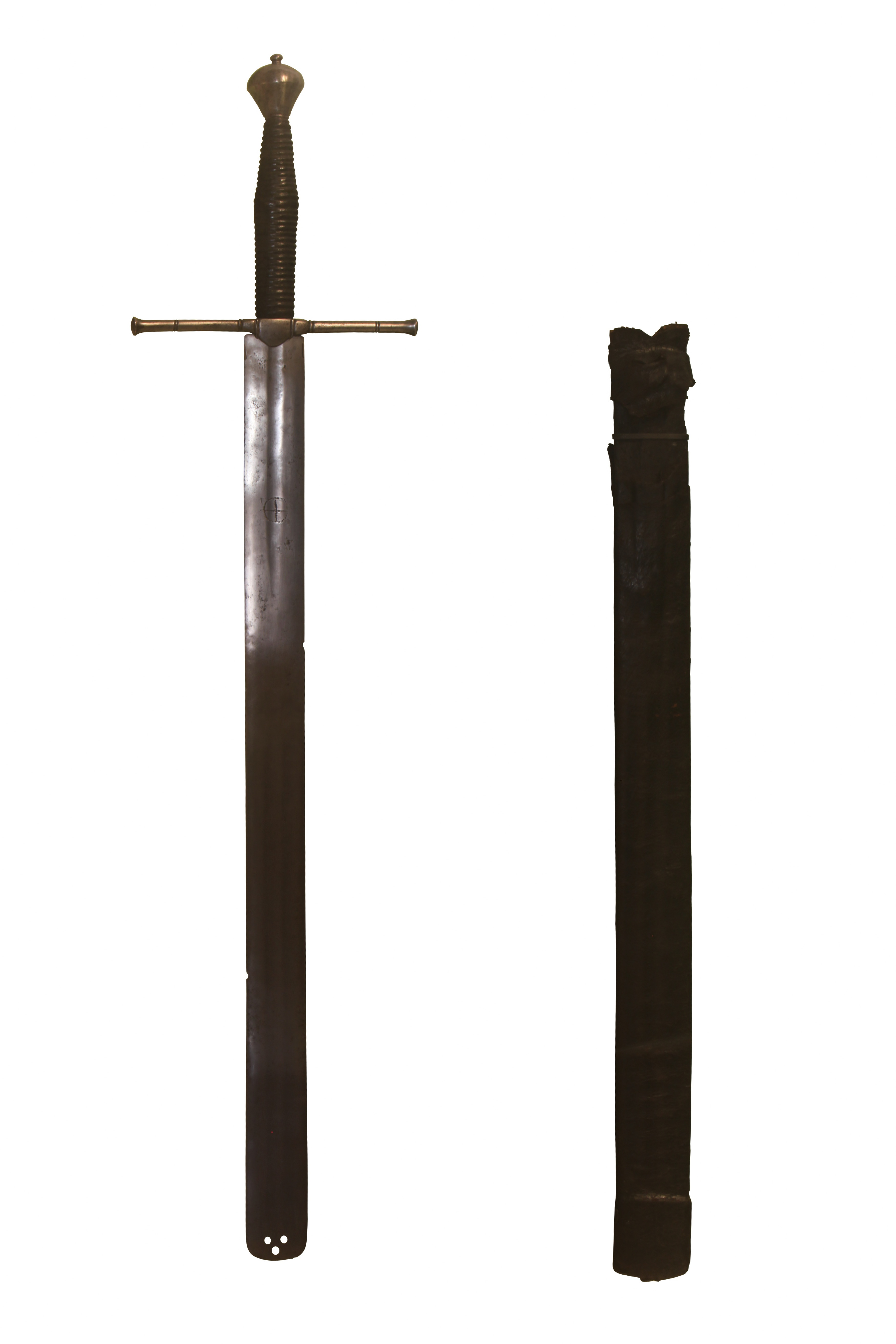
중근세 유럽의 리히트슈비에트의 모습.
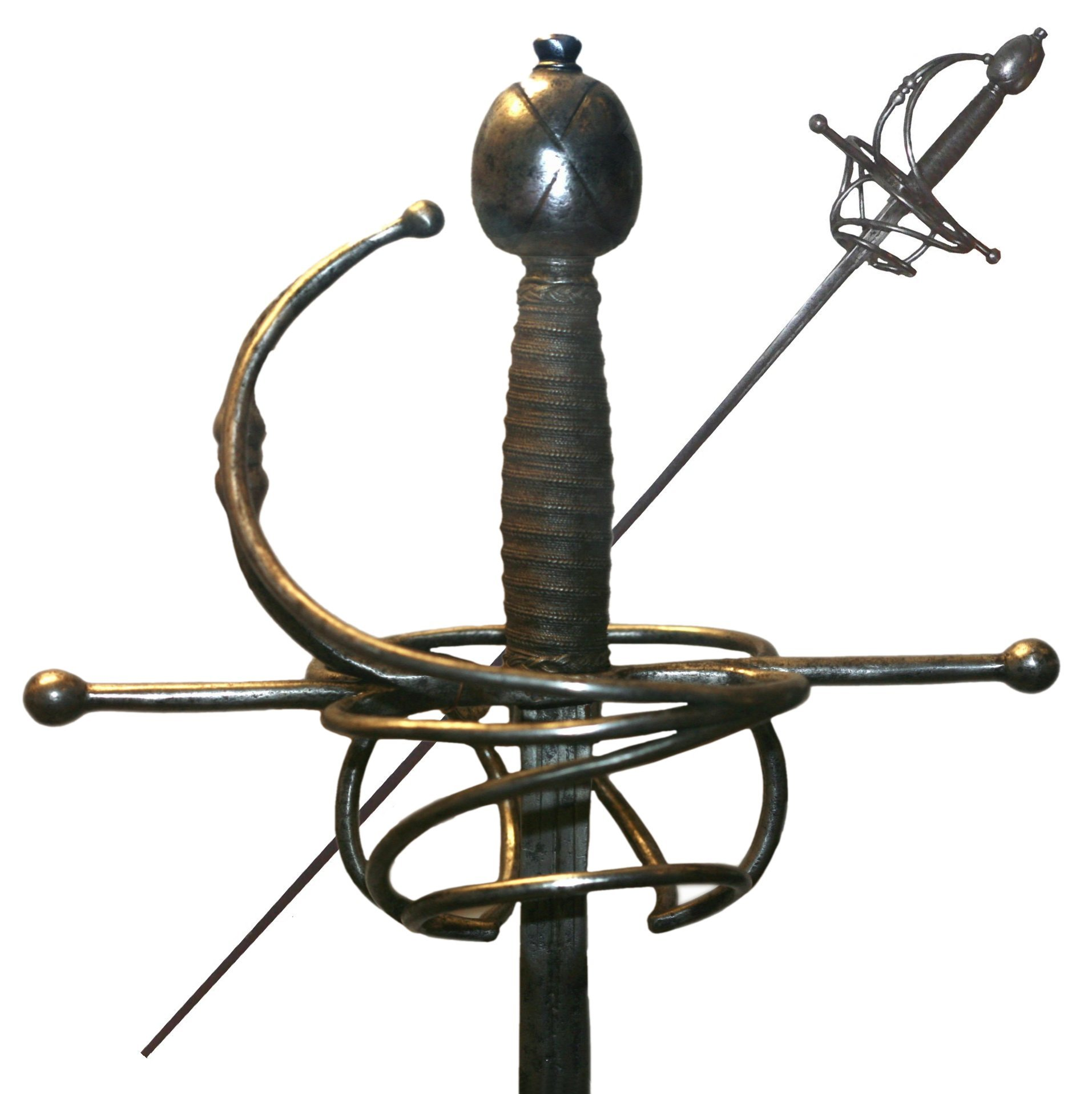
근세 유럽의 레이피어의 모습.
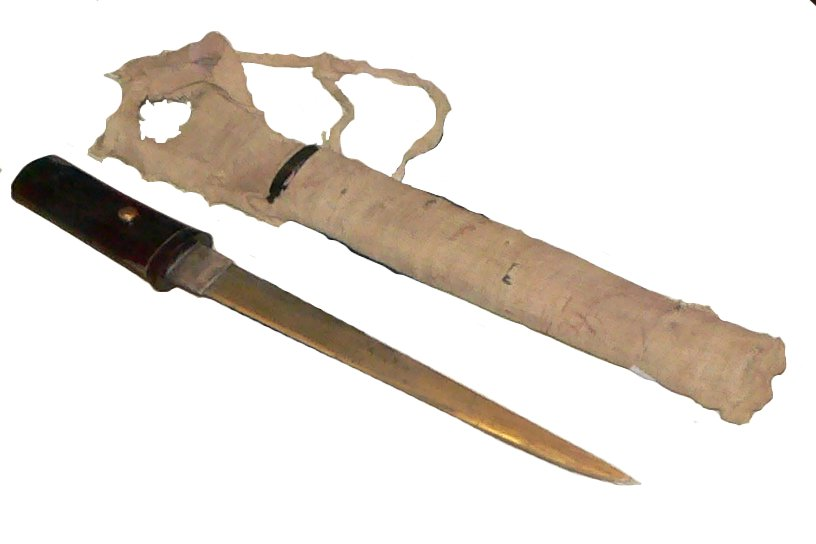
일본의 단도.
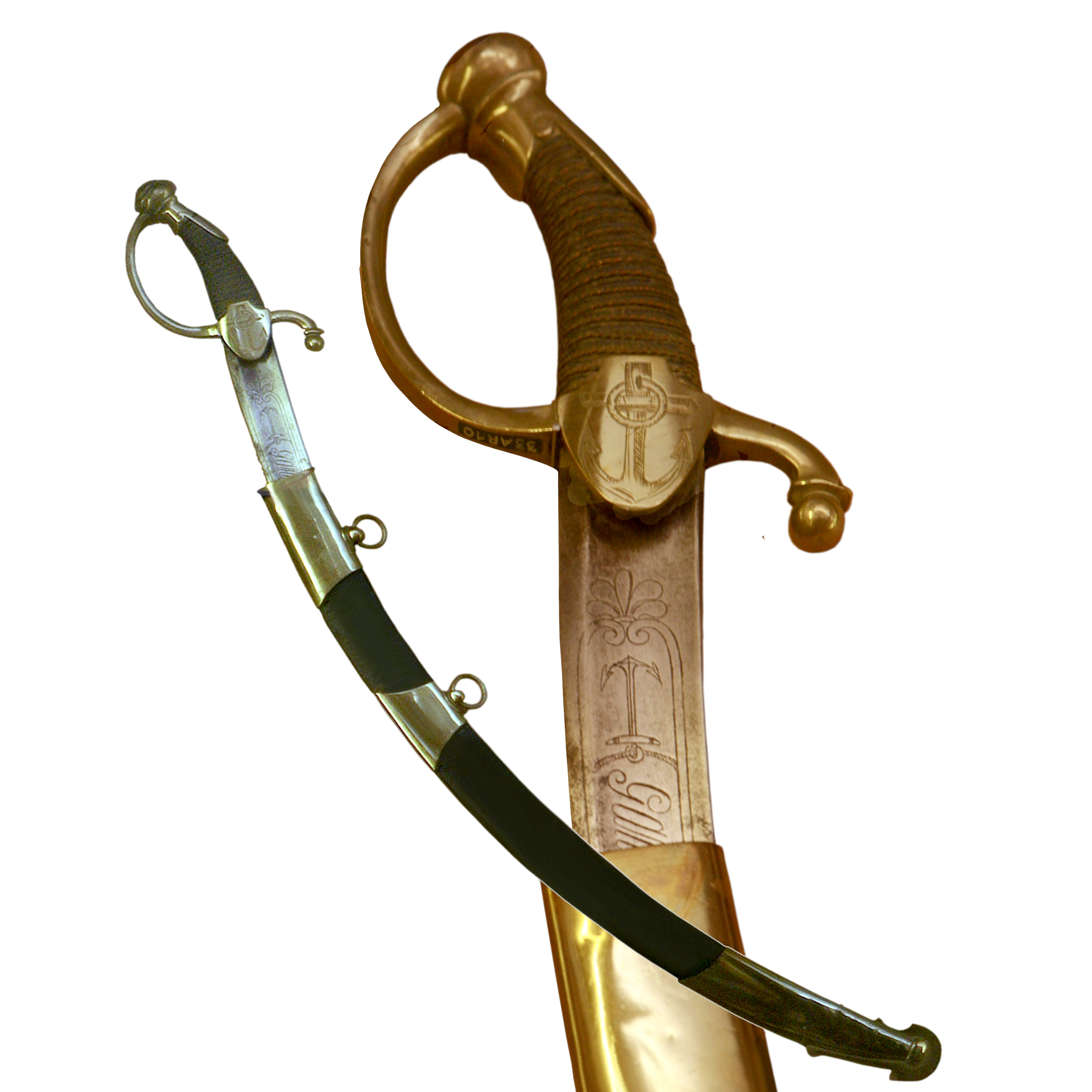
프랑스 제1제국의 군용 세이버의 모습.
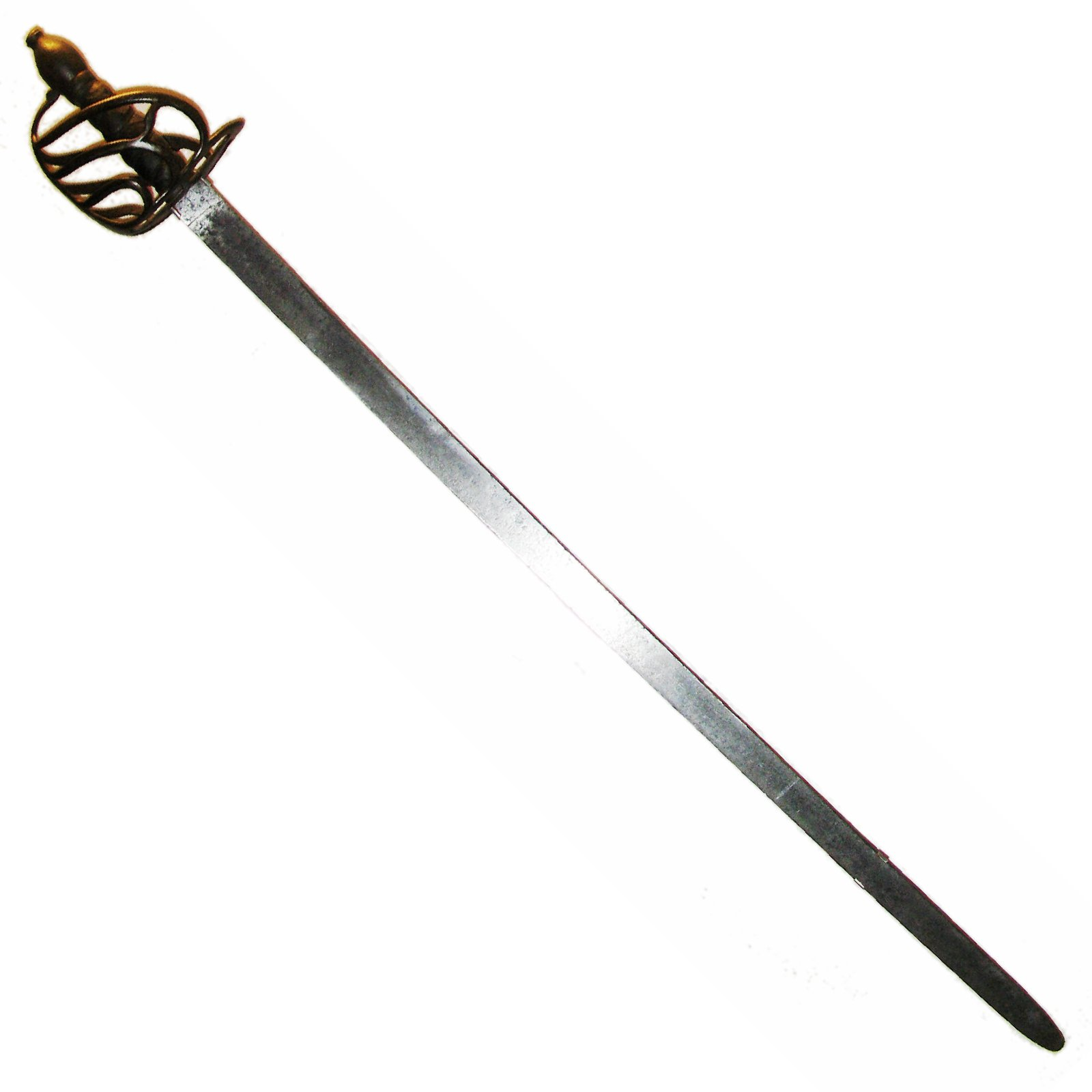
18세기 잉글랜드의 중기병검의 모습.
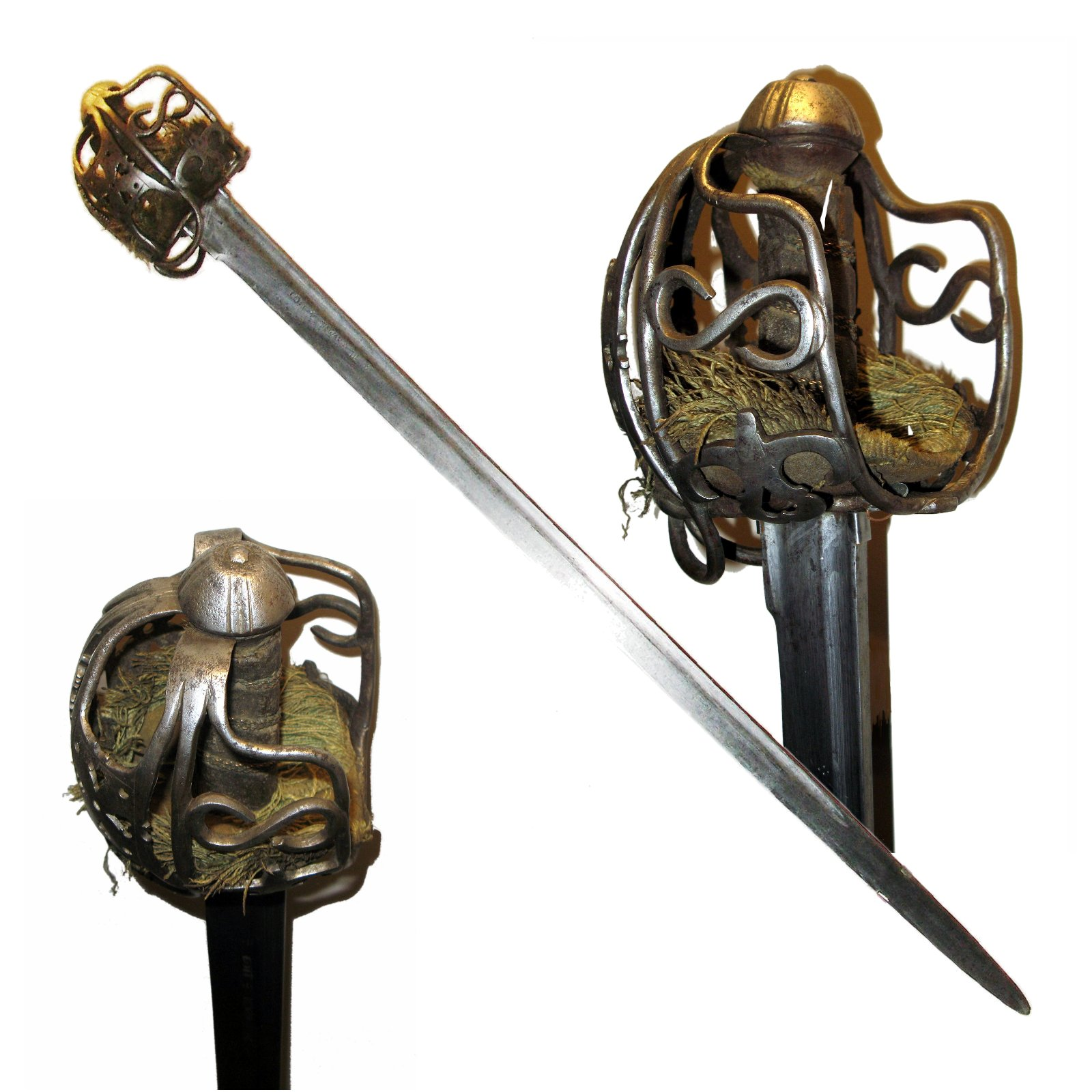
18세기 스코틀랜드의 브로드소드의 모습.
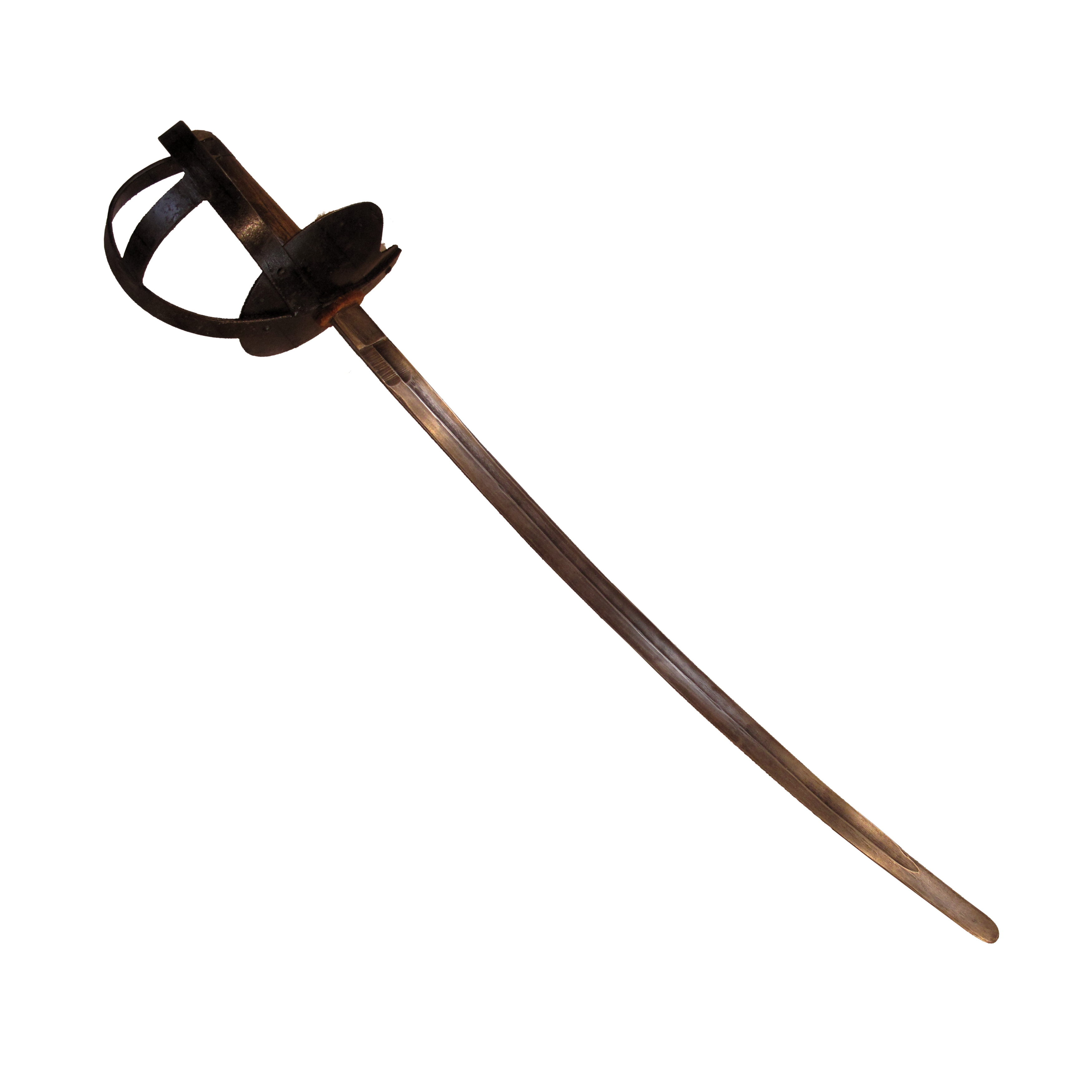
대항해시대 프랑스의 커틀라스의 모습.
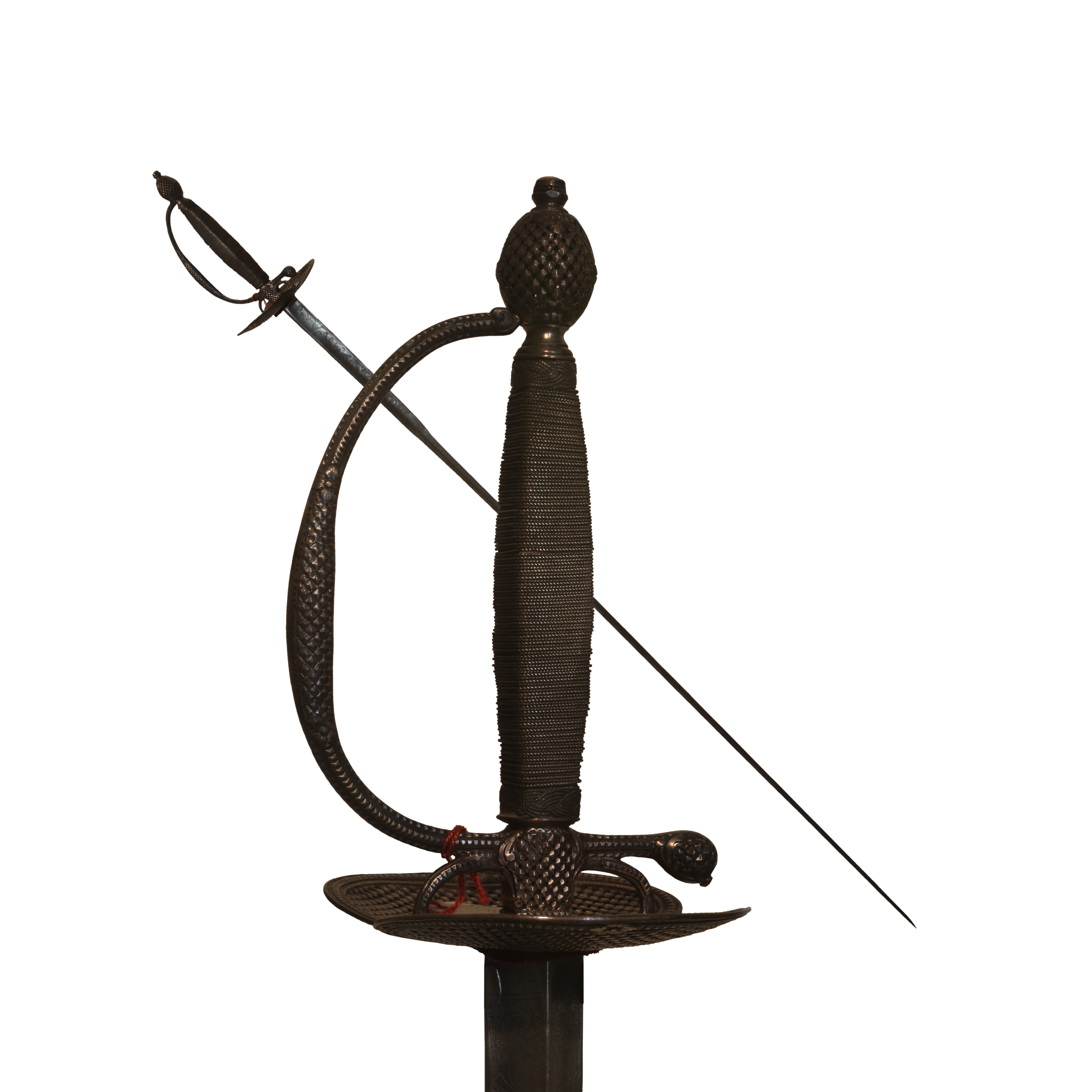
18세기 프랑스의 궁정검의 모습.
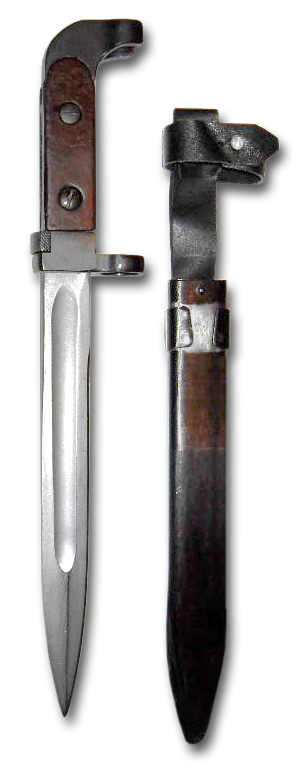
소련 칼라시니코프 자동소총용 총검의 모습.
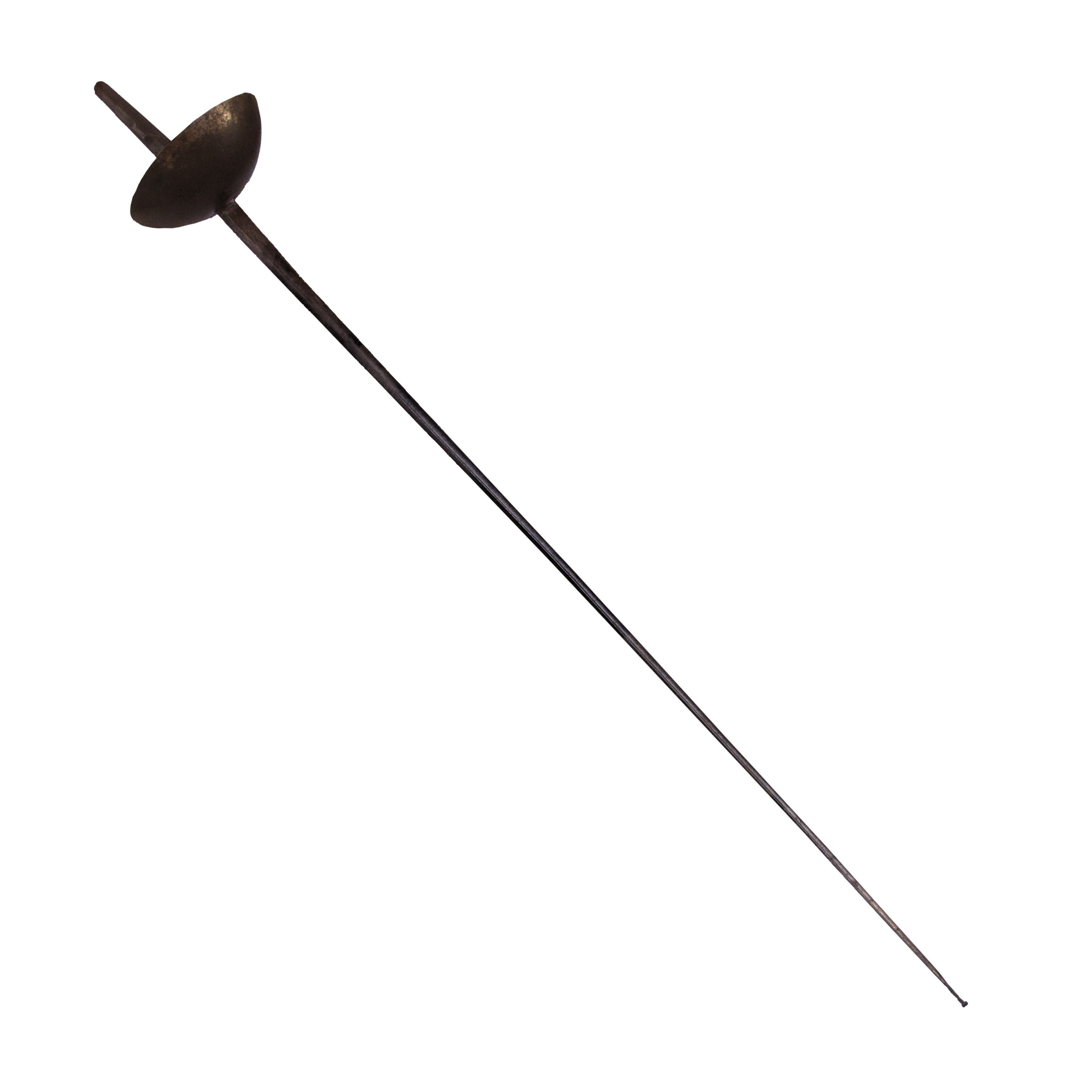
펜싱용 에페의 모습.

도검(刀劍, 영어: sword)은 찌르거나 베는 근접무기이다. 도검이라는 말의 정확한 정의는 시대별로 지역별로 조금씩 달라서 통일되어 있지 않으나, 대체로 무기로 사용되는 칼이라고 할 수 있다. 이와 대비되는, 도구로 사용되는 칼은 나이프라고 칭한다.
중국어에서는 한날 칼인 도와 양날 칼인 검의 구분이 엄격하나, 한국어나 일본어에서는 중국어에서처럼 도와 검이라는 용어를 엄격하게 구별하여 사용하지는 않았다. 유럽에서도 양날 무기와 한날 무기를 모두 sword나 sword에 대응하는 자국어 단어를 사용하였다.
도검은 청동기 시대에 단검에서 진화해 나옴으로써 발생했다. 최초의 청동검은 기원전 1600년경의 물건이다. 서양에서는 고대 로마 제국의 스파타와 민족대이동 시기 게르만의 검이 이후 중세 유럽의 대부분의 검 형태(양날 직검)를 정립하였고, 중세 성기에 크로스가드가 발생하여 표준적인 "서양 검"인 무장검(아밍소드)으로 발달한다.
검을 사용하는 기술을 검술 또는 펜싱이라 한다. 근세가 되면 날이 있는 무장검은 쇠퇴하고 찌르기용의 레이피어가 발생, 이후 궁정검(코트 소드)의 형태로 18세기 근접무기로서 살아남는다. 그러나 19세기 이후로 도검은 의장용 또는 스포츠용으로만 사용되고, 실전의 근접무기는 총기와 함께 휴대할 수 있는 총검으로 그 역할이 이동한다.

## 역사
석기시대에 이미 돌로 만든 칼이 사용되었으나 검이 본격적으로 무기로 사용된 것은 청동기 시대부터이다. 1965년 중국 후베이성에서 발굴된 2,500년 전의 월나라 왕 구천의 검을 비롯하여 한국의 고조선 시기에 많은 청동검이 제작되었다. 철기 시대에 이르러 세계의 여러 문명에서 다양한 검들이 제작되었다.

## 구성

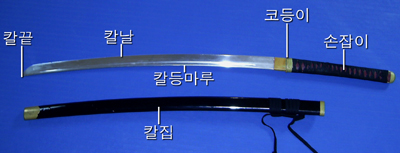
한국 검의 부분별 명칭

한국의 검은 한쪽 면에 칼날이 있어 주된 공격 방법은 적을 베는 것이었다. 조선 정조 시대에 만들어진 무예 교본인 무예도보통지에 여러 가지 검술이 기록되어 있다. 각 부분별 명칭은 왼쪽의 그림에 있듯이 손잡이, 칼등, 칼날, 칼끝으로 불린다. 아래의 그림은 서양의 검에 대한 부분별 명칭이다.

서양 검의 부분별 명칭

## 유명한 검

### 역사
역사 속에 등장하는 유명한 검은 다음과 같다.
- 구천의 검: 오월동주, 와신상담 등의 고사로 유명한 월왕 구천의 검으로 1965년 중국에서 발굴되었다.
- 줄피카르: 무함마드의 사촌인 알리 이븐 아비 탈리브가 사용하던 검으로 이슬람에서 용맹성을 상징하는 중요한 이미지로 사용된다.
- 칠지도: 백제의 왕이 일본에 하사한[1] 검이다.
- 티조나: 에스파냐의 전설적인 영웅 엘시드의 검이다.
- 주와이외즈: 프랑크 왕국의 왕 샤를마뉴의 검으로, 칼자루 안에 예수의 옆구리를 찌른 롱기누스의 창의 창끝이 들어있다 한다.

### 전설과 문학
- 엑스칼리버: 영국 전설, 아서 왕의 검이다.
- 흐룬팅: 영국 서사시, 베오울프의 검이다.
- 쿠사나기: 일본, 니혼쇼키에 등장하는 스사노오의 검이다.

### 실제로 쓰인 검들
- 도 (중국)
- 검 (중국)
- 글라디우스
- 레이피어
- 롱소드
- 브로드 소드
- 사브르
- 쇼텔
- 스몰 소드
- 색스
- 스파타
- 야타간
- 클레이모어
- 파랑
- 플랑베르주
- 환도

## 같이 보기
- 비파형 청동검
- 도검의 분류
- 외날 도검